# Temagamite
La temagamite è un minerale.